# Bonne Marie Félicité de Montmorency-Luxembourg
Pour l’article homonyme, voir Marie Félicité (homonymie).
Bonne Marie Félicité de Montmorency-Luxembourg (née le 18 février 1739, décédée au palais des Tuileries le 15 février 1823), duchesse de Sérent, est l'une des dernières proches d’Élisabeth de France.

## Biographie
Fille du duc Charles Anne Sigismond de Montmorency-Luxembourg et de Marie-Étiennette de Bullion de Fervaques, elle épouse le 23 janvier 1754 le marquis de Sérent, avec qui elle a quatre enfants :
1. Armand-Sigismond (1er septembre 1762 - 26 mars 1796), maréchal de camp, député aux États généraux de 1789, il rejoint les princes émigrés qui le chargent, en 1796, d'une mission importante auprès des royalistes de la Vendée. Il périt en remplissant cette mission ;
2. Armand-Léon Bernardin (octobre 1764 - 26 mars 1796), vicomte de Sérent, suit son frère dans l'Émigration et périt le même jour que lui en Vendée ;
3. Anne Angélique Marie Émilie de Sérent (13 septembre 1770 - 16 mars 1856), épouse en juillet 1788 le duc Raymond Jacques Marie de Narbonne-Pelet, pair de France, ministre d'Etat, membre du conseil privé, et chevalier des ordres du Roi ;
4. Anne-Félicité Simone de Sérent (15 janvier 1772 - 25 janvier 1848), mariée, en 1799, avec Étienne-Charles, duc de Damas-Crux.

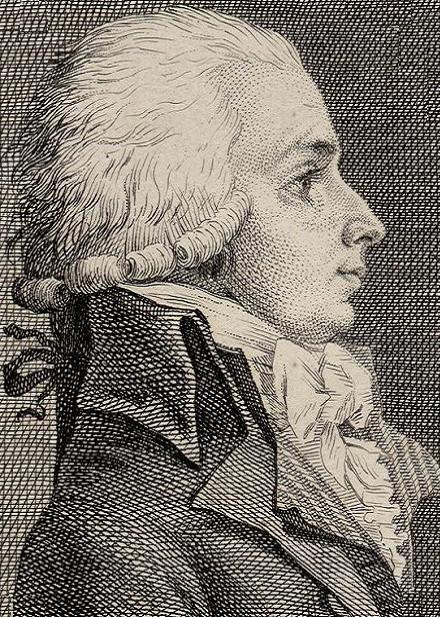
Armand-Sigismond de Sérent (1762-1796)
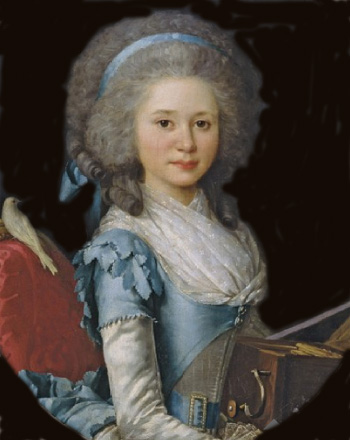
Antoine Vestier : Anne Angélique Marie Emilie de Sérent de Kerfilis, 1788.
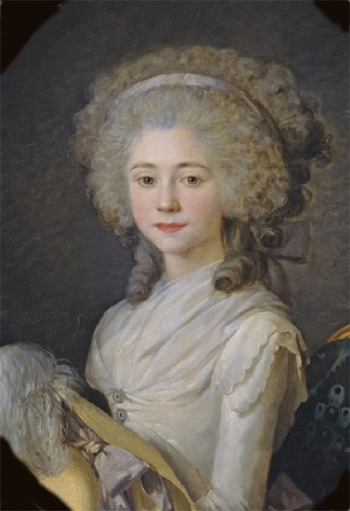
Antoine Vestier : Anne-Félicité-Simone de Sérent de Kerfilis, 1788.

Elle est nommée en 1776 dame d'atours d’Élisabeth de France, dont elle ne peut obtenir de partager la captivité au Temple. Elle ne cesse pas de rendre à cette princesse et aux autres aristocrates captifs les services les plus empressés, jusqu'au moment où elle est arrêtée elle-même pour subir une captivité de plus de quinze mois. Peu de temps après le mariage de Marie-Thérèse de France avec le duc d'Angoulême en 1799, la marquise de Sérent quitte la France, et se rend à Mittau en qualité de dame d'honneur de Marie-Thérèse de France, fonction qu'elle remplit jusqu'à sa mort.

## Titulature
- 18 février 1739 - 23 janvier 1754 : Mademoiselle d'Olonne
- 23 janvier 1754 - 31 août 1817 : Marquise de Sérent
- 31 août 1817 - 14 février 1823 : Duchesse de Sérent